# Épagny (Aisne)
Pour les articles homonymes, voir Épagny.
Épagny est une commune française située dans le département de l'Aisne en région Hauts-de-France.

### Localisation

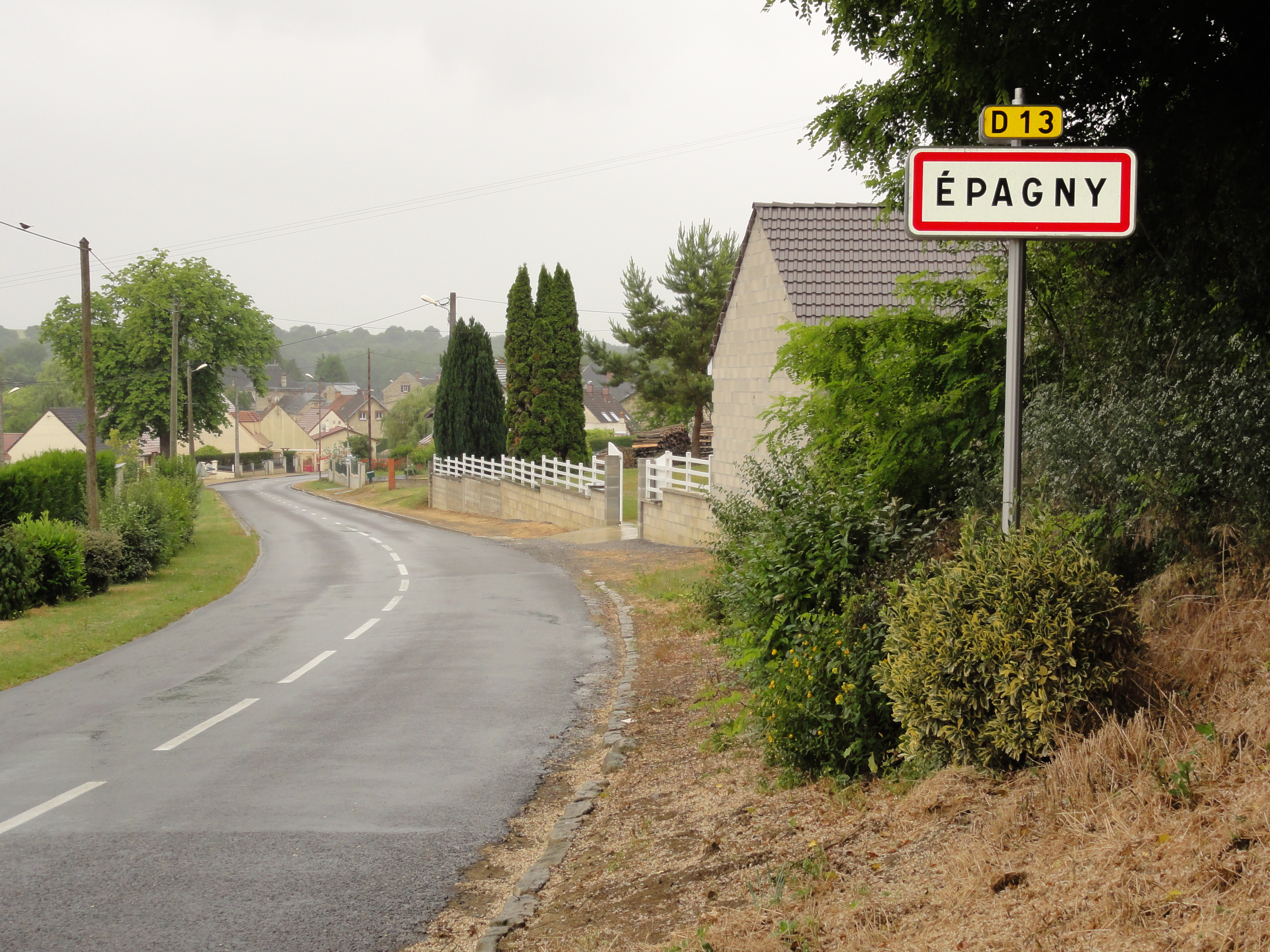
Entrée d'Épagny.

## Géographie

### Hydrographie
La commune est située dans le bassin Seine-Normandie. Elle est drainée par le ru d'Hozien, le Delacroix, le ru de Mareuil et le ru d'Hozier,,.
Le ru d'Hozien, d'une longueur de 18 km, prend sa source dans la commune de Juvigny et se jette  dans l'Aisne à Vic-sur-Aisne, après avoir traversé onze communes.

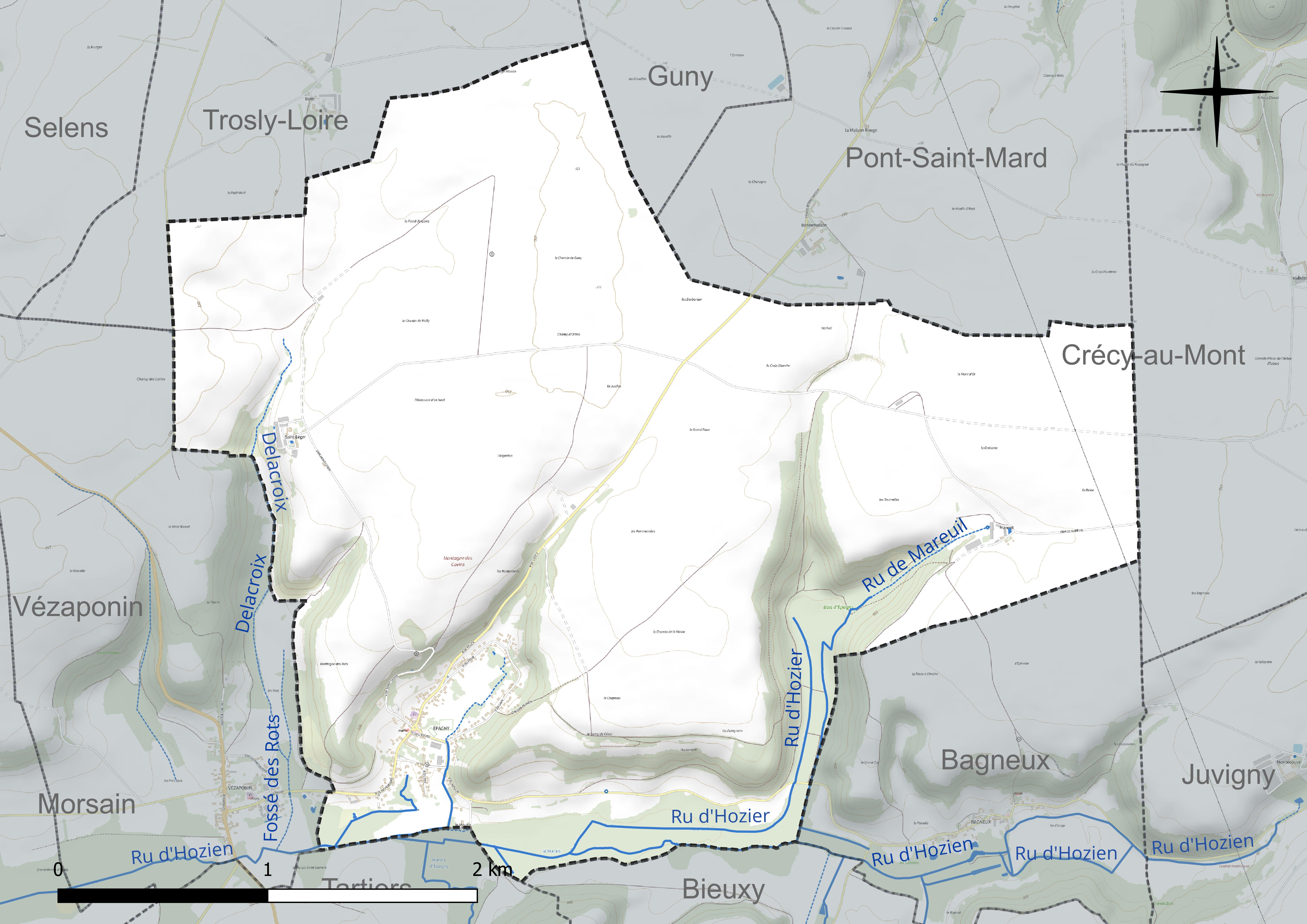
Réseau hydrographique d'Épagny.

### Climat
Pour des articles plus généraux, voir Climat des Hauts-de-France et Climat de l'Aisne.
En 2010, le climat de la commune est de type climat océanique dégradé des plaines du Centre et du Nord, selon une étude du CNRS s'appuyant sur une série de données couvrant la période 1971-2000. En 2020, Météo-France publie une typologie des climats de la France métropolitaine dans laquelle la commune est exposée à un climat océanique altéré et est dans la région climatique Nord-est du bassin Parisien, caractérisée par un ensoleillement médiocre, une pluviométrie moyenne régulièrement répartie au cours de l'année et un hiver froid (3 °C).
Pour la période 1971-2000, la température annuelle moyenne est de 10,6 °C, avec une amplitude thermique annuelle de 14,8 °C. Le cumul annuel moyen de précipitations est de 741 mm, avec 11,6 jours de précipitations en janvier et 9,1 jours en juillet. Pour la période 1991-2020, la température moyenne annuelle observée sur la station météorologique la plus proche, située sur la commune de Chauny à 17 km à vol d'oiseau, est de 11,1 °C et le cumul annuel moyen de précipitations est de 709,9 mm,. Pour l'avenir, les paramètres climatiques de la commune estimés pour 2050 selon différents scénarios d'émission de gaz à effet de serre sont consultables sur un site dédié publié par Météo-France en novembre 2022.

## Urbanisme

### Typologie
Au 1er janvier 2024, Épagny est catégorisée commune rurale à habitat dispersé, selon la nouvelle grille communale de densité à 7 niveaux définie par l'Insee en 2022.
Elle est située hors unité urbaine. Par ailleurs la commune fait partie de l'aire d'attraction de Soissons, dont elle est une commune de la couronne,. Cette aire, qui regroupe 92 communes, est catégorisée dans les aires de 50 000 à moins de 200 000 habitants,.

### Occupation des sols
L'occupation des sols de la commune, telle qu'elle ressort de la base de données européenne d'occupation biophysique des sols Corine Land Cover (CLC), est marquée par l'importance des territoires agricoles (81,7 % en 2018), une proportion identique à celle de 1990 (81,7 %). La répartition détaillée en 2018 est la suivante : 
terres arables (76,9 %), forêts (14,8 %), prairies (4,8 %), zones urbanisées (3,5 %).
L'évolution de l'occupation des sols de la commune et de ses infrastructures peut être observée sur les différentes représentations cartographiques du territoire : la carte de Cassini (XVIIIe siècle), la carte d'état-major (1820-1866) et les cartes ou photos aériennes de l'IGN pour la période actuelle (1950 à aujourd'hui).

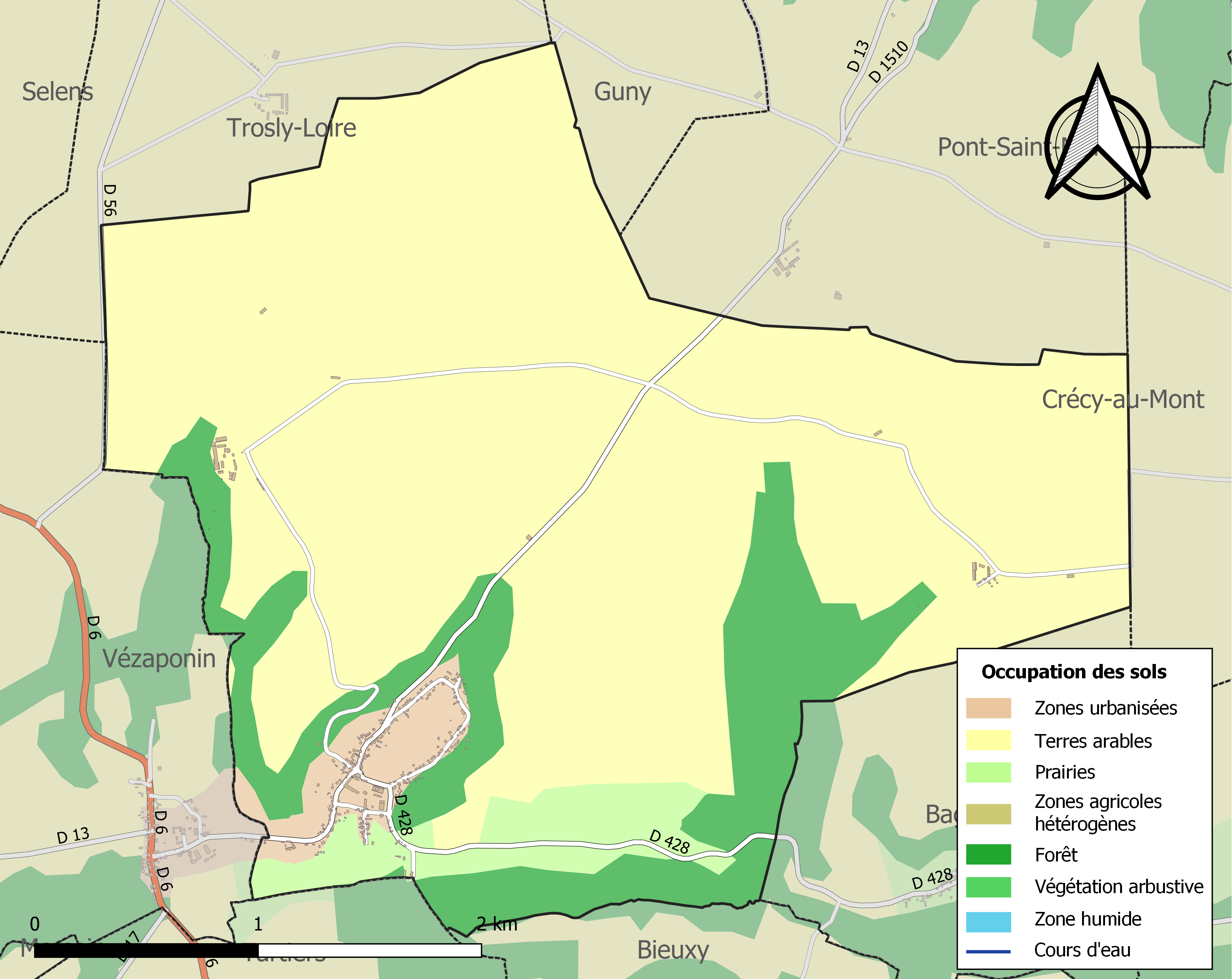
Carte des infrastructures et de l'occupation des sols de la commune en 2018 (CLC).

## Toponymie
Le nom de la localité est attesté sous les formes Espagni (1131) ; Spanni (1158) ; Sphani (1164) ; Espangi (1164) ; Espaigneum (1209) ; Hespaigniacum (1226) ; Espaigny (1239) ; Espaigniacum (1261) ; Espagni (1272) ; Espengny (1407) ; Espagny (1683).
Les toponymistes expliquent généralement le toponyme par la présence de colonies d'espagnols sous l'Empire romain ou plus simplement par le nom de personne romain Hispanius.

## Histoire
Village connu dès le VIIe ou St-Anséry évêque de Soissons y prit naissance, nommé au fil des siècles Spagniacum (XIIe siècle), Espagniacum, Espagny ou encore Espany. En l'an 1238, le comte de Soissons renonça en faveur de l'Abbaye Saint-Léger de Soissons à ses droits d'avoué sur le village. Au XIVe siècle, Jeanne, dame d'Espagny, par son mariage porta en dot la seigneurie à Aimery, comte d'Aumale.

## Politique et administration

### Découpage territorial
La commune d'Épagny est membre de la communauté de communes Retz-en-Valois, un établissement public de coopération intercommunale (EPCI) à fiscalité propre créé le 1er janvier 2017 dont le siège est à Villers-Cotterêts. Ce dernier est par ailleurs membre d'autres groupements intercommunaux.
Sur le plan administratif, elle est rattachée à l'arrondissement de Soissons, au département de l'Aisne et à la région Hauts-de-France. Sur le plan électoral, elle dépend du  canton de Vic-sur-Aisne pour l'élection des conseillers départementaux, depuis le redécoupage cantonal de 2014 entré en vigueur en 2015, et de la quatrième circonscription de l'Aisne  pour les élections législatives, depuis le dernier découpage électoral de 2010.

### Administration municipale
| Période                                  | Période                       | Identité                 | Étiquette | Qualité                                    |
| ---------------------------------------- | ----------------------------- | ------------------------ | --------- | ------------------------------------------ |
| Les données manquantes sont à compléter. |                               |                          |           |                                            |
| 1813                                     |                               | Monsieur Evra            |           |                                            |
| 1814                                     |                               | Monsieur Ferte           |           |                                            |
| 1816                                     |                               | Monsieur Evra            |           |                                            |
| 1821                                     |                               | Monsieur Ferte           |           |                                            |
| 1823                                     |                               | Monsieur Ferte           |           |                                            |
| 1826                                     |                               | François Ferte           |           |                                            |
| 1833                                     |                               | François Ferte           |           |                                            |
| 1846                                     |                               | Charles Prudent Ancellin |           |                                            |
| 1849                                     |                               | Louis Prudent Mouton     |           |                                            |
| 1850                                     |                               | Louis Prudent Ferte      |           |                                            |
| 1852                                     |                               | Louis Armand Desboves    |           |                                            |
| 1854                                     |                               | Henri Joseph Ancellin    |           |                                            |
| 1860                                     |                               | Antoine Laurent Ferte    |           |                                            |
| 1873                                     |                               | Louis Magloire Savalot   |           |                                            |
| 1878                                     |                               | Antoine Laurent Ferte    |           |                                            |
| 1881                                     |                               | Arthur Ancellin          |           |                                            |
| 1896                                     |                               | Isidore Ladague          |           |                                            |
| 1901                                     |                               | Jean de Fay              |           |                                            |
| 1902                                     |                               | Georges Ferte            |           |                                            |
| 1905                                     |                               | Jean de Fay              |           |                                            |
| 1908                                     |                               | Léon Ancellin            |           |                                            |
| 1920                                     |                               | Jean de Fay              |           |                                            |
| 1944                                     |                               | Léon Ancellin            |           |                                            |
| Les données manquantes sont à compléter. |                               |                          |           |                                            |
| 1945                                     | 1960                          | Pierre de Fay            |           |                                            |
| 1960                                     | 1971                          | Henri Ancellin           |           |                                            |
| 1971                                     | 1983                          | Marcel Jouvhomme         | DVG       |                                            |
| 1983                                     | 1996                          | Patrick Ancellin         |           |                                            |
| 1996                                     | mars 2014                     | Georges Cariou           |           |                                            |
| mars 2014                                | En cours (au 12 juillet 2020) | Jean-François de Fay     | SE        | Agriculteur Réélu pour le mandat 2020-2026 |

## Démographie
L'évolution du nombre d'habitants est connue à travers les recensements de la population effectués dans la commune depuis 1793. Pour les communes de moins de 10 000 habitants, une enquête de recensement portant sur toute la population est réalisée tous les cinq ans, les populations de référence des années intermédiaires étant quant à elles estimées par interpolation ou extrapolation. Pour la commune, le premier recensement exhaustif entrant dans le cadre du nouveau dispositif a été réalisé en 2005.

En 2022, la commune comptait 339 habitants, en évolution de +0,89 % par rapport à 2016 (Aisne : −1,97 %, France hors Mayotte : +2,11 %).
| 1793 | 1800 | 1806 | 1821 | 1831 | 1836 | 1841 | 1846 | 1851 |
| ---- | ---- | ---- | ---- | ---- | ---- | ---- | ---- | ---- |
| 319  | 356  | 311  | 360  | 432  | 425  | 464  | 432  | 465  |

| 1856 | 1861 | 1866 | 1872 | 1876 | 1881 | 1886 | 1891 | 1896 |
| ---- | ---- | ---- | ---- | ---- | ---- | ---- | ---- | ---- |
| 472  | 462  | 390  | 374  | 404  | 382  | 431  | 410  | 400  |

| 1901 | 1906 | 1911 | 1921 | 1926 | 1931 | 1936 | 1946 | 1954 |
| ---- | ---- | ---- | ---- | ---- | ---- | ---- | ---- | ---- |
| 416  | 389  | 398  | 254  | 289  | 302  | 309  | 328  | 314  |

| 1962 | 1968 | 1975 | 1982 | 1990 | 1999 | 2005 | 2006 | 2010 |
| ---- | ---- | ---- | ---- | ---- | ---- | ---- | ---- | ---- |
| 260  | 253  | 230  | 269  | 339  | 333  | 324  | 321  | 341  |

| 2015 | 2020 | 2022 | - | - | - | - | - | - |
| ---- | ---- | ---- | - | - | - | - | - | - |
| 334  | 343  | 339  | - | - | - | - | - | - |

## Lieux et monuments
- Église Saint-Martin.
- Monument aux morts.
- Donjon du XIIIe siècle flanqué de quatre tours à Mareuil-lès-Tournelles[30].

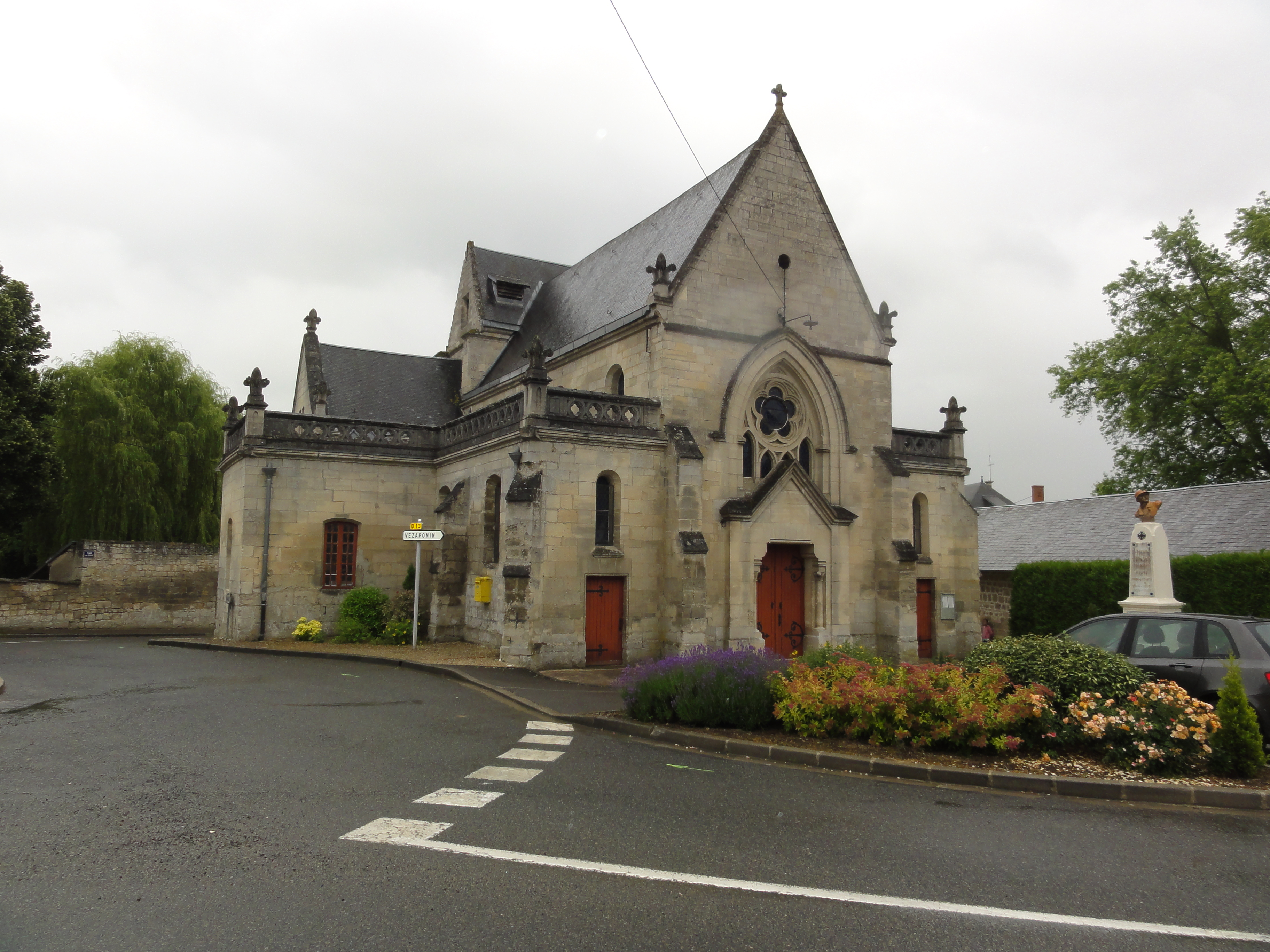
Église Saint-Martin.
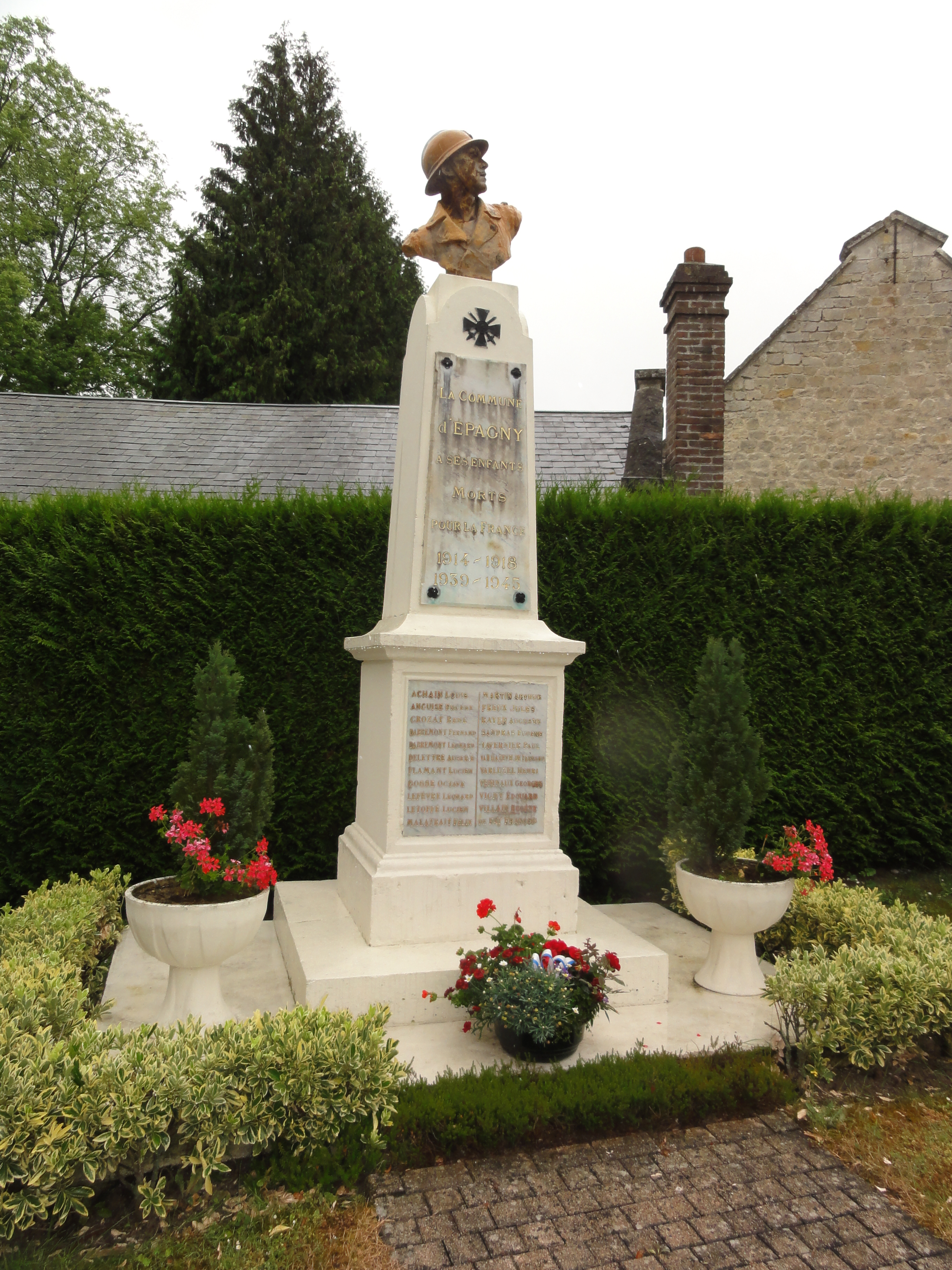
Monument aux morts.

## Pour approfondir